# Thallarcha phalarota
Thallarcha phalarota là một loài bướm đêm thuộc phân họ Arctiinae, họ Erebidae.